# Laurens Walraven

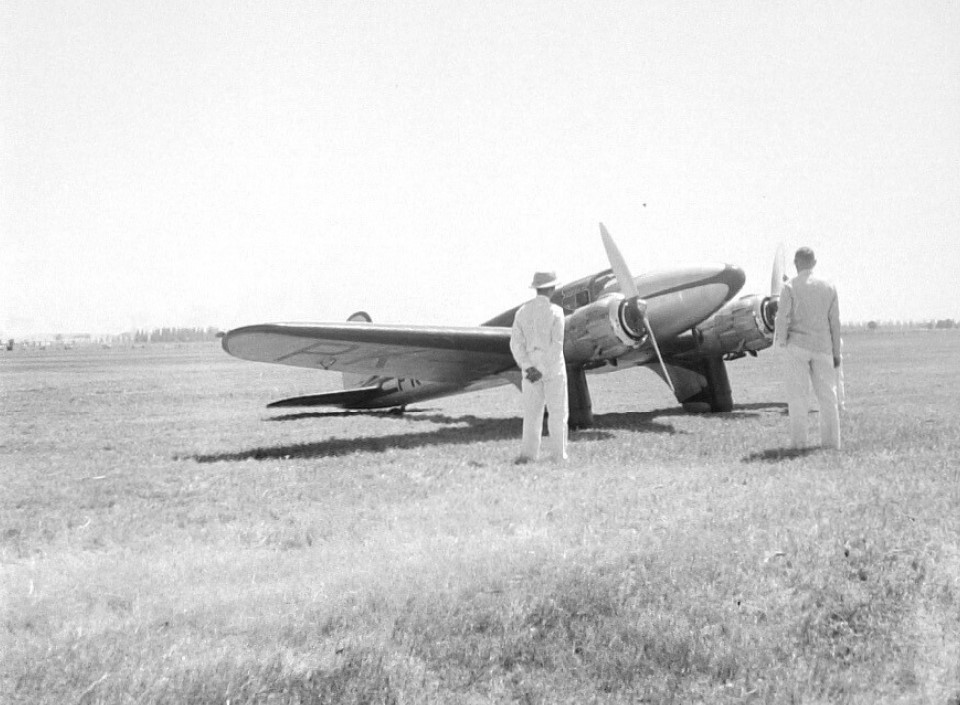
De Walraven W.2 op vliegveld Morokrambangan bij Soerabaja.

Laurens Walter Walraven (Amsterdam, 11 juni 1898 - 5 november 1942) is een Nederlandse vliegtuigbouwer die vooral bekend is geworden om zijn vliegtuigen die hij bouwde in Nederlands-Indië.
Laurens Walraven werkte voordat hij naar Nederlands-Indië vertrok nog bij Spyker, Van Berkel en Carley. Hierna trad Walraven in dienst van de Militaire Luchtvaart van het Koninklijk Nederlands-Indisch Leger als hoofd van de tekenkamer van de Technische Dienst. Hier bouwde en verbeterde hij onder andere de Avro 504K lesvliegtuigen en de De Havilland DH-9 verkenners.
In 1933 bouwde Walraven samen met kapitein Pattist de Pattist-Walraven PW-1. In 1934 bouwde Walraven in opdracht van de Chinese miljonair Khouw Khe Hien een tweepersoons reisvliegtuig, de W.2. In 1935 maakte dit vliegtuig zijn eerste vlucht en in datzelfde jaar vloog het ook naar Nederland en weer terug. In 1937 vloog het toestel nog eens naar Shanghai.
Albert Plesman raakte geïnteresseerd in het toestel, en Walraven ontwierp op basis van de W.2 een taxivliegtuig de W.3. De KLM blijkt toch niet van plan het toestel af te nemen. Vervolgens verongelukte zijn geldschieter Khouw Khe Hien in februari 1938 en komen de plannen niet van de grond om het toestel in China in productie te nemen.
Voor de vliegclub op Bandung bouwde Walraven in 1938 nog een licht sportvliegtuig in opdracht van het Nederlands-Indische Vliegclub, de W.4, waarna er nog een tweede exemplaar werd gebouwd. Tijdens de Tweede Wereldoorlog werd Laurens Walraven geïnterneerd in een jappenkamp waar hij ook nog een ontwerp maakte voor de W.5. Hij stierf op het schip de Tacoma Maru op zee op weg naar Birma.

## Vliegtuigtypen
- Walraven W.2

Zakenvliegtuig, tweepersoons, laagdekker, tweemotorig propeller.
- Walraven W.3 (nooit gerealiseerd)

Taxivliegtuig
- Walraven W.4

Sportvliegtuig
- Walraven W.5 (nooit gerealiseerd)